# 이승로
이승로(李承魯, 1960년 2월 18일~)는 대한민국의 정치인이다. 제42·43대 서울특별시 성북구청장이다.

## 학력
- 1966년~1972년: 덕천초등학교 졸업
- 1975년~1978년: 정읍제일고등학교 졸업
- 1982년~1987년: 5년제 한국방송통신대학교 행정학과 학사
- 2002년~2005년: 고려대학교 대학원 행정학 석사

## 경력
- 1995년 7월 1일~2002년 6월 30일: 제2·3대 서울특별시 성북구의회 의원(서울 성북구 석관제1동 선거구, 민선 1·2기, 무소속, 초·재선)
- 2002년~2005년: 국회사무처 보좌관
- 2008년~2010년: 민주당 서울특별시당 조직실장
- 2010년~2011년 12월: 민주당 서울특별시당 사무처장
- 2011년 12월: 민주통합당 서울특별시당 사무처장
- 2013년 6월: 민주당 사무부총장
- 2014년 3월: 새정치민주연합 사무부총장
- 2014년 7월 1일~2018년 3월 8일: 제9대 서울특별시의회 의원(서울 성북구 제4선거구, 민선 6기, 새정치민주연합→더불어민주당, 초선)
- 더불어민주당 서울특별시당 운영위원회 위원
- 2017년 4월~5월: 제19대 대통령선거 더불어민주당 문재인 후보 서울특별시당 선거대책위원회 조직본부장
- 2018년 3월~: 한성대학교 겸임교수
- 2018년 7월 1일~2022년 6월 30일: 제42대 서울특별시 성북구청장(민선 7기, 더불어민주당, 초선)
- 2022년 7월 1일~: 제43대 서울특별시 성북구청장(민선 8기, 더불어민주당, 재선)
- 2023년 7월~2024년 6월: 서울시구청장협의회(동북권) 부회장

## 수상
- 2016년 2015 지방의원 매니페스토 약속대상 광역지방의원부문 우수상
- 2016년 수도권일보 시사뉴스 2015 서울특별시의회 행정사무감사 우수의원상
- 2016년 우수의정대상
- 2017년 서울사회복지대상 서울복지신문사 사장상
- 2017년 대한민국 탑리더스 대상 우수의정활동 대상
- 2017년 민주평화통일자문회의 의장 표창

## 역대 선거 결과
|  | 23.66% |

|  | 65.95% |

|  | 35.84% |

|  | 11.58% |

|  | 50.47% |

|  | 64.32% |

|  | 50.26% |